# 日本語から英語への借用
日本語から英語への借用（にほんごからえいごへのしゃくよう）では、日本語から英語に入った借用語を示す。参考のため、語や形態素が日本語固有語（和語、大和言葉）以外の起源を持つものは、その究極の語源（漢語、英語、ラテン語等）も付す。

## A, B, C
- anime （アニメ。日本の作品や日本風の絵のものを指す。ラテン語animaから派生した英語animationの短縮）
- amigurumi （あみぐるみ。毛糸で編んで作ったぬいぐるみ）
- airsoft （エアソフトガン、もしくはサバイバルゲーム。和製英語）
- bentō （弁当。和製漢語）
- bokeh （写真のボケ。レンズ効果によって生じるぼやけた部分のこと）
- bukkake （ぶっかけ。射精の際に精液を相手に掛ける行為から。「ブッカキー」のように発音される）
- cosplay （コスプレ。コスはラテン語custumaに由来する英語costumeの短縮、プレは英語playに由来）

## D, E, F
- daikon （ダイコン。和製漢語「大根」）
- dojo （道場。和製漢語）
- ekiden （駅伝。和製漢語）
- emoji （絵文字）
- enokitake （エノキタケ）
- ero guro （エログロ。エロはギリシア語erosから派生した英語eroticの短縮、グロはラテン語grottoから派生したフランス語grotesqueの短縮）
- fujoshi （腐女子。和製漢語）

## G, H, I
- gashapon （ガシャポン）
- ginkgo （イチョウ。漢語）
- gomoku （五目並べ）
- haiku （俳句）
- hentai （ヘンタイ、日本のアダルトアニメを意味する。和製漢語）
- hibachi （火鉢）
- hijiki （ヒジキ）
- honcho （班長から「リーダー」の意、朝鮮戦争時に米空軍が使用したが現在では死語に近い。和製漢語）

## J, K, L
- kaizen （トヨタ生産方式におけるカイゼン、和製漢語「改善」）
- kaki （カキノキ「kaki」）
- kamikaze （神風、神風特攻隊から。本来の読み方は「シンプウ」が正しい）
- kanban （カンバン、ジャストインタイム生産システム用語。和製漢語「看板」）
- karaoke （カラオケ。「カラオケをする」という動詞としても使われる。オケはギリシャ語orkhestraに由来する英語orchestraの短縮）
- karate （空手、琉球諸語「唐手」に由来）
- Karōshi （過労死）
- kawaii （可愛い）
- Keirin （ケイリン。近代オリンピック正式種目。和製漢語「競輪」）
- kōan （公案）
- koi （コイ、特にニシキゴイ)
- kombucha （昆布茶、欧米ではなぜか紅茶キノコを指す。和製漢語）
- konnyaku （食物としてのコンニャク。原料となる植物本体についてはKonjacと綴るのが一般的。漢語）
- kudzu （葛）
- kunoichi （くノ一、女性の忍者）
- lolicon （ロリコン、海外では漫画やアニメを指すことが多い。一部では "Lolicom" の表記が用いられることもある。ロリはスペイン語・英語の女性名Doloresの短縮形Lolita、コンは英語complexのそれぞれ短縮）

## M, N, O
- manga （漫画、日本のアニメも含む。和製漢語）
- mecha （メカ、ギリシャ語mekhanikosに由来する英語mechanicalの短縮）
- mikado （帝、天皇を指す）
- moe （萌え）
- mojibake （文字化け。文字は漢語）
- Moyamoya disease （もやもや病、ウイリス動脈輪閉塞症）
- Nikkei （日系、和製漢語）
- ninja （忍者、和製漢語）
- Nintendo （任天堂、もしくはファミリーコンピュータのこと。ファミコンのことはNESとも言い、スーパーファミコンはSuper NES。和製漢語）
- nori （海苔）
- onsen （温泉）
- oppai　(おっぱい、主にアダルトアニメのおっぱいに対して使われる)
- origami （折り紙）
- otaku （おたく。タクは漢語「宅」）

## P, Q, R
- panko （パン粉。ブレッドクラムのかわりに使われる事がある）
- poka-yoke （ポカヨケ。トヨタ生産方式など製造業における安全工学用語）
- ramen （日本風のラーメン、インスタントラーメン。中華料理のlamianは指さない。漢語「拉麺」または「老麺」）
- reiki （レイキ、臼井霊気療法。和製漢語）
- rickshaw （人力車、和製漢語）

## S, T, U
- sake （日本酒、和製漢語。「サキー」のように発音される）
- samurai （侍）
- sashimi （刺身）
- satsuma （温州みかん。薩摩に由来。音読みだが和語への当て字）
- sanpaku （三白眼）
- sensei （東洋武術の先生、社外相談役。漢語）
- seppuku （切腹）
- shigella （赤痢菌、発見者の志賀潔の名にちなむ、直接にはラテン語への借用）
- shichirin （七輪）
- shimeji （しめじ）
- Shinkansen（新幹線）
- shogun （将軍。漢語）
- shogunate （幕府、文字通りには「将軍の組織」を意味する英語での造語）
- shotacon （ショタコン、ショタは和製漢語の男性名「正太郎」、コンは英語complexの短縮。「ロリコン」からの派生語）
- sika deer （ニホンジカ）
- soba （蕎麦）
- skosh （少し。アメリカ軍の兵士が導入したとされるが死語に近い）
- sudoku （数独、ペンシルパズルの一種。和製漢語）
- sukiyaki （すき焼き）
- sumo （相撲、sumo wrestling の形で用いることが多い。音読みだが和語への当て字）
- sushi （寿司、鮨）
- surimi （すり身。ただし英語では魚肉練り製品全般を指す）
- tempura （天ぷら。ポルトガル語もしくはスペイン語を経てラテン語に遡るが、語源については諸説あり ）
- teriyaki （照り焼き。ただし英語では本来の調理法と異なり、teriyaki sauceを使用した料理を指す）
- tofu （豆腐。漢語）
- tsunami （津波。学術用語として世界的に通用）
- tycoon （大君。実業界や政界の大物の意味で使われる。発音は「タイクーン」。和製漢語）
- udon （うどん。漢語「温飩」）
- umami （旨み。「旨味」とも書くが当て字で全て和語）

## V, W, X, Y, Z
- visual kei （ヴィジュアル系。ヴィジュアルはラテン語videreから派生した英語visualに由来、系は漢語）
- wabi-sabi （わび・さび）
- wasabi （ワサビ・山葵）
- yakuza （ヤクザ。クザは漢語「九」「三」の短縮）
- yaoi （やおい、ボーイズラブのこと。いは漢語「意味」の短縮）
- Yen （円、発音は「イェン」。漢語）
- yuri （百合。ガールズラブのこと）
- zen （禅。漢語）